# Río Gargáligas
Río Gargáligas är ett vattendrag i Spanien.   Det ligger i provinsen Provincia de Badajoz och regionen Extremadura, i den centrala delen av landet, 230 km sydväst om huvudstaden Madrid.